# Ricardo Rodríguez (luchador)
Ricardo Rodríguez (17 de febrero de 1986) es el pseudónimo del luchador profesional mexicano-estadounidense. 
Rodríguez es más conocido por su trabajo en la WWE bajo el nombre de Ricardo Rodríguez, como anunciador personal, y de El Local. Rodríguez es también famoso por sus apariciones en varias empresas independientes, bajo el nombre de Chimaera. Anteriormente había sido el anunciador de Alberto Del Rio hasta agosto de 2013.
Actualmente trabaja como réferi en la nueva empresa creada por su amigo Alberto Del Rio, Nación Lucha Libre.

## Carrera

### Circuito independiente (2006–2010)
Rodríguez anteriormente luchaba como el luchador enmascarado Chimaera. Sus apariciones más notables han sido en la promoción japonesa Chikara. Uno de sus mayores combates fue contra K.C. Day el 14 de agosto de 2009, pero perdió, siendo eliminado del torneo Young Lions Cup VII. El 26 de marzo de 2010 compitió en la promoción Dragon Gate en un "Dragon Gate Fray match" en el que perdió contra Brad Allen. Rodríguez también fue entrenador para la promoción de California Fit Pit Pro Wrestling.

### World Wrestling Entertainment / WWE (2010–2014)

#### Florida Championship Wrestling (2010–2011)
Rodríguez trabajó bajo el nombre de Chimaera en la Florida Championship Wrestling, haciendo su debut el 2 de diciembre de 2010 en un combate Tag Team de 10 personas (5 contra 5), su equipo, formado por Husky Harris, Buck Dixon, Matt Clements y Kenny Li, ganaron al equipo formado por Big E. Langston, Darren Young, James Bronson, Kevin Hackman y Roman Leakee. El 17 de diciembre, Chimaera perdió contra Richie Steamboat. Desde su primera aparición en la WWE compite en FCW con su Gimnick Ricardo Rodríguez.

#### 2010–2014

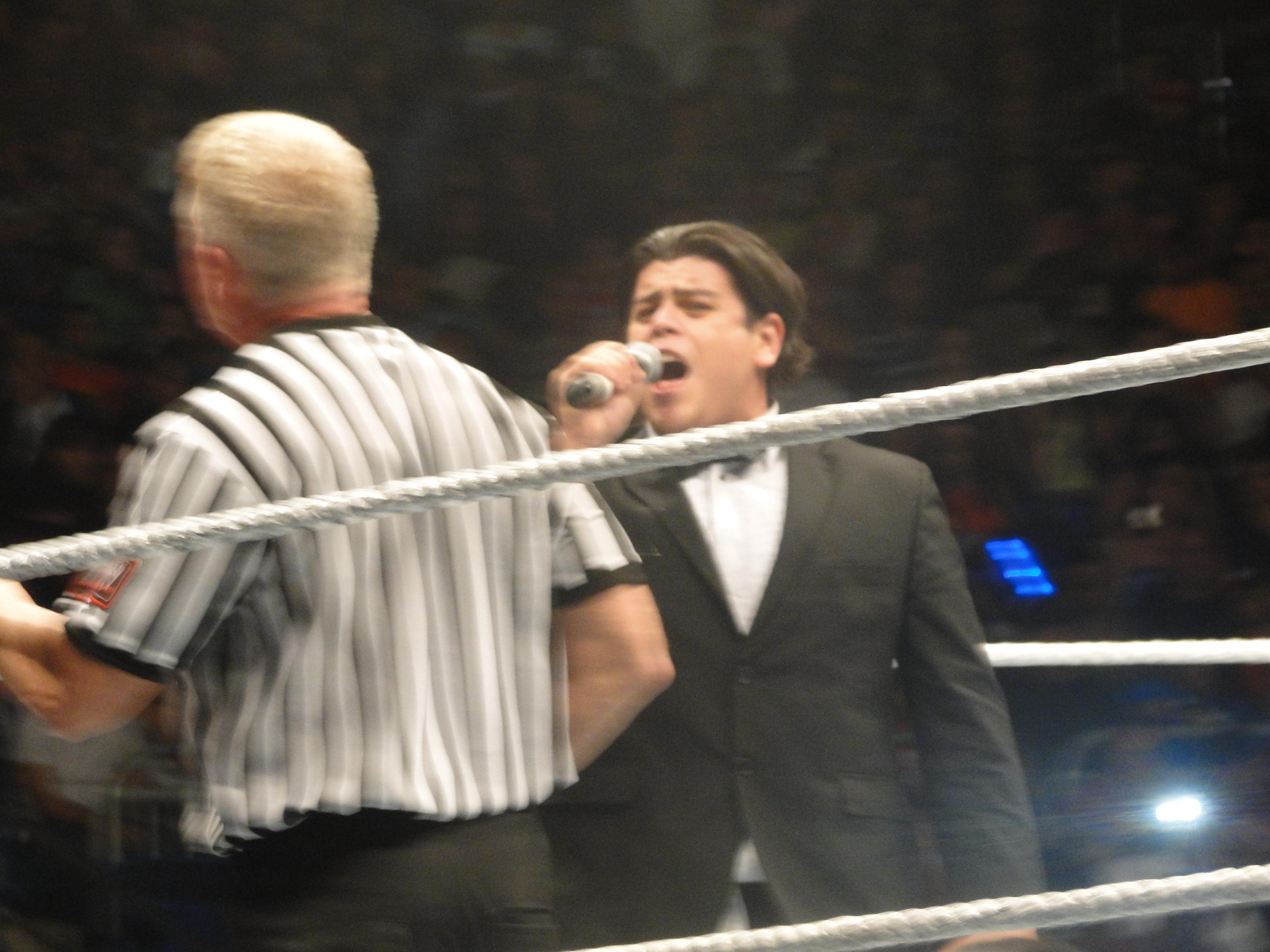
Rodríguez anunciando a Alberto Del Rio en 2011.

hizo su debut en la WWE bajo el nombre de Ricardo Rodríguez usando el gimmick de un mayordomo-anunciador de Alberto Del Rio, presentándole en castellano. Además, algunas veces interfirió en sus luchas para ayudarle a ganar, como el 24 de septiembre en SmackDown, donde agarró el tobillo de Christian para ayudar a Del Rio o el 26 de noviembre, donde hizo que Big Show perdiera por cuenta de fuera, clasificando a Del Rio para el torneo del King of the Ring.
El 19 de diciembre, en TLC: Tables, Ladders & Chairs, Rodríguez intentó de subir la escalera para conseguir el Campeonato Mundial Peso Pesado para Del Rio, pero recibió un Chokeslam de Kane.
El 4 de enero en NXT tuvo su primera lucha en una Battle Royal de Pros, en el que el ganador podría intercambiar rookies. En el combate Rodríguez reemplazaba a Del Rio. Sin embargo perdió rápidamente, siendo el ganador Dolph Ziggler. Luego luchó otra vez en NXT derrotando a Conor O'Brian, el entonces rookie de Alberto Del Rio. Tras esto, O'Brian fue eliminado del programa. Luego, traspasado a Raw junto a Del Rio. Acompañó a Del Rio en su lucha contra John Cena en Night of Champions por el Campeonato de la WWE, pero luego fue expulsado por el árbitro aunque al final intentó ayudar a Alberto pero salió golpeado con el esquinero. Finalmente Del Rio perdió la pelea y el campeonato. En Hell in a Cell ayudó a Del Rio a derrotar a John Cena y CM Punk luego que distrajera a Cena siendo atacado por él aprovechando Del Rio para cerrar la puerta y así dejar a Cena fuera de la celda.
Hizo una breve aparición en la vigesimoquinta edición del Royal Rumble siendo eliminado por Santino Marella. En la edición del 15 de junio de SmackDown enfrentó a Santino Marella pero fue derrotado, luego en No Way Out volvió a enfrentarse a Santino en un Tuxedo Match siendo derrotado de nuevo. El 3 de noviembre en WWE Saturday Morning Slam, luchó bajo un nuevo personaje enmáscarado llamado El Local siendo derrotado por Sin Cara.

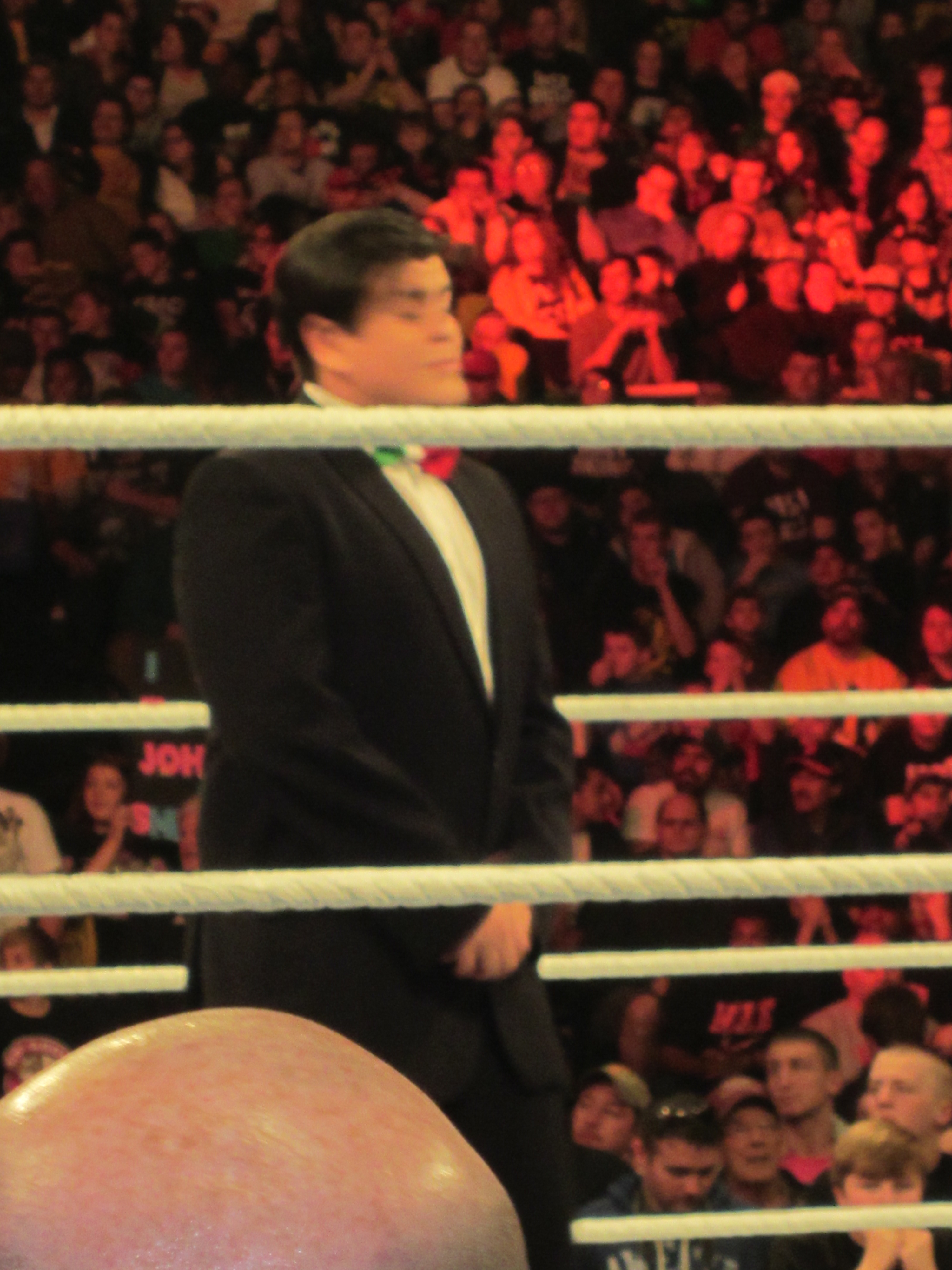
Rodríguez en 2012.

Rodríguez acudió en ayuda del equipo de comentaristas en español en TLC: Tables, Ladders & Chairs el 16 de diciembre, que estaban siendo abucheados por 3MB (Drew McIntyre, Heath Slater y Jinder Mahal). Cuando 3MB se tornó hacia Rodríguez, Del Rio vino en su ayuda, señalando un cambio a faces para el dúo. El cambio se consolidó aún más la noche siguiente en Raw en una situación similar cuando Rodríguez acudió en ayuda de Tommy Dreamer, que estaba siendo agredido por The Shield, pero Rodríguez terminó siendo atacado por ellos. El 28 de diciembre en SmackDown, Rodríguez fue seleccionado al azar para ser el próximo retador al World Heavyweight Championship de Big Show, pero Show lo noqueó detrás del escenario, iniciando un feudo entre Del Rio y Show. Rodríguez recibió su combate por el título contra Show el 31 de diciembre en Raw; como Rodríguez estaba a punto de perder, Del Rio interfirió y atacó a Show, causando que Rodríguez perdiera por descalificación. Del Rio derrotó a Show para ganar el Campeonato Mundial Peso Pesado en enero de 2013. Durante la defensa del título de Del Rio contra Show en Royal Rumble, Rodríguez ató las piernas de Show con cinta adhesiva a las cuerdas del ring para asegurar que Del Rio ganara el Last Man Standing match; la siguiente semana, Show atacó Rodríguez dos veces. Durante el feudo de Del Rio con Dolph Ziggler y Jack Swagger, los acompañantes de los tres, Rodríguez, Zeb Colter y Big E Langston, se enfrentaron en un combate donde el ganador elegiría la estipulación del combate entre los tres (Del Rio, Ziggler y Swagger) por el Campeonato Mundial Peso Pesado que poseía Alberto, siendo Rodríguez el ganador. El 18 de junio en Raw cambió a heel junto con Alberto Del Rio. Sin embargo, el 2 de julio fue suspendido 30 días por incumplir la política antidrogas de la empresa. Regresó a la televisión en el episodio del 5 de agosto de Raw, pero después de que inadvertidamente le costó a Del Rio un combate no titular contra Rob Van Dam, Del Rio brutalmente agredió a Rodríguez.
Rodríguez regresó en el episodio del 19 de agosto de Raw, revelando que ahora trabajaba para Rob Van Dam, así, convirtiéndose una vez más en face. La semana siguiente en Raw, Rodríguez le costó Del Rio una lucha frente a Van Dam, y según la estipulación de la misma, Van Dam recibió una oportunidad por el Campeonato Mundial Peso Pesado de Del Rio en Night of Champions. Pocos días antes del evento, Vickie Guerrero, quien actuaba como autoridad, afirmó que Rodríguez no sería permitido en ringside en la lucha por el título en Night of Champions. También se vio obligado a luchar contra Del Rio en SmackDown, y perdió. El 7 de octubre derrotó a Del Rio, quien se había distraído al escuchar su otro supuesto oponente, John Cena por parte de Vickie Guerrero. Tras la victoria, del Río lo atacó fuera del ring.
A finales de 2013, Rodríguez (como El Local) comenzó a hacer equipo con otro luchador enmascarado (Tyson Kidd) para formar Los Locales, un equipo que nunca ganó una lucha. Durante este tiempo, Rodríguez se convirtió en comentarista en español en los pay-per-views de la WWE. A principios de mayo, Rodríguez (como su personaje enmascarado, El Local) formó un equipo en parejas con el debutante enmascarado Kalisto en NXT, ganando ante The Legionnaires (Marcus Louis & Sylvester Lefort) y perdiendo ante The Ascension (Konnor y Viktor). Rodríguez fue liberado por la WWE el 30 de julio de 2014.

### Regreso al circuito independiente (2014–presente)
El 30 de agosto de 2014, Rodríguez debutó para el World Wrestling Council, burlándose de Ray González. El 7 de septiembre de 2014 en Septiembre Negro, fue derrotado por González. En octubre de 2014, Rodríguez le ordenó a Shawn Hernández que atacara a Ray González. La pelea terminó eventualmente en un Partido de Mesa entre Shawn Hernández y Ray González en Aniversario 2014. El 24 de enero de 2015, en Hora de la Verdad, Rodríguez derrotó a Chicano para ganar el Campeonato de Peso Pesado Puerto Rico de WWC Sin embargo, perdió el título contra el excampeón el 21 de febrero de 2015.
El 28 de noviembre de 2014, Rodríguez hizo su debut para la promoción mexicana AAA, reasumiendo el papel del locutor de anillo personal de Alberto Del Rio (entonces El Patrón Alberto). En octubre de 2015, Del Río regresó a la WWE sin Rodríguez. En septiembre de 2015, Rodríguez fue contratado como entrenador para la escuela de lucha de The Great Khali en Punjab, el Continental Wrestling Entertainment. La escuela celebró su primer evento el 12 de diciembre de 2015.

### AEW (2021)
Desde el 27 de octubre del 2021, estaba contemplado para ser comentarista en español de la franquicia All Elite Wrestling, tomando el lugar dejado desde hace casi un año de Willie Urbina, despedido por actitudes racistas contra Hikaru Shida, sin embargo no tuvo participación oficial por lo que fue Álvaro Riojas el elegido para sustituir a Urbina.

### Three Legacies Wrestling (2022-presente)
Ricardo Rodríguez se mudó a Lancaster, Pensilvania en 2022 y en septiembre abrió su propia academia de lucha libre llamada “Three Legacies Wrestling Academy”. La academia presenta seminarios y lecciones de él mismo, así como seminarios especiales de otros exalumnos de la WWE. La academia organiza espectáculos de lucha libre mensual o bimestralmente en diferentes lugares de Lancaster, Pensilvania.

## En lucha
- Movimientos finales
  - Como Chimaera
    - Beauty in Motion (Diving leg drop) - 2009-2010
    - Chimaera's Cushion (Diving seated senton) - 2005-2007
    - Chimaera's Rage (Diving corkscrew moonsault) - 2010
    - Diving headbutt drop - 2007-2009
    - Jumping back elbow smash - 2007-2009
    - Lifting inverted DDT - 2009-2010
    - Sitout belly-to-back piledriver - 2010
    - Swinging spinebuster - 2005-2007

  - Como Ricardo Rodriguez
    - Rodriguez Cutter (Jumping  inverted cutter) - 2012-2014
    - Rodriguez Press (Diving shooting star press) - 2012-2014
    - Chimaera's Rage (Diving corkscrew moonsault) - 2010-2012
    - Running splash - 2010-2012
- Movimientos de firma
  - Back body drop
  - Body slam
  - Delayed vertical suplex
  - Front dropkick
  - Rolling cutter
- Luchadores dirigidos
  - Alberto Del Rio
  - Rob Van Dam
- Entrance themes
  - "Realeza" by Jim Johnston (WWE; 2010-2013)
  - "Hot Tamales" by Ira Ingber and Gary Tigerman (WWE; 2012-2013)
  - "Realeza 2013" by Jim Johnston (WWE; 2013)
  - "One of a Kind" by Breaking Point (WWE; 2013)
  - "Cyboid" by	Druu (WWE NXT; 2014)

## Campeonatos y logros
- New Wave Pro Wrestling
  - NWPW Tag Team Championship (1 vez)[29] - con Jason Watts

- Insane Wrestling League
  - IWL Tag Team Championship (1 vez)[30] - con Jason Watts

- Vendetta Pro Wrestling
  - Vendetta Pro Triforce Championship (1 vez)[31]

- World Wrestling Council
  - WWC Puerto Rico Heavyweight Championship (1 vez)

- Wrestling Observer Newsletter
  - Best Non-Wrestler (2011)[32]

- Otros títulos
  - CWX Lucha Libre Championship (1 vez)[3]
  - NWT/NTLL Light Heavyweight Championship (1 vez)[3]